# Notre-Dame-de-Pierreville
Pour les articles homonymes, voir Notre-Dame.
Notre-Dame-de-Pierreville (Tagwaôganek, en abénaqui) est un village compris dans le territoire de la municipalité de Pierreville dans Nicolet-Yamaska au Québec (Canada). Le village est situé sur une île dans le delta de la rivière Saint-François.

## Toponymie
Le nom du village comprend deux particules. D'une part, la particule « Notre-Dame » honore Marie (mère de Jésus). D'autre part, « Pierreville » rappellerait possiblement fils du seigneur Laurent Philippe, Pierre,.
Entre 1871 et 1914, le bureau de poste de Notre-Dame-de-Pierreville est appelé Pierreville Mills en raison des moulins qui s'y trouvaient. La forme abénaquise Tagwaôganek (« au moulin ») signale aussi la présence d'industries tirant profit de la force hydraulique de la rivière Saint-François.

## Géographie
Le village est situé à 6 km au nord-ouest de l'agglomération formée de Pierreville, Odanak et Saint-François-du-Lac, en aval sur le cours de la rivière Saint-François,.
Notre-Dame-de-Pierreville est située sur l'île du Fort, dans le delta de la rivière Saint-François à son embouchure au lac Saint-Pierre,.

## Histoire
Les environs de Notre-Dame-de-Pierreville sont colonisés par les Français au xviie siècle. C'est sur l'île du Fort que le seigneur de Saint-François, Jean Crevier localise son domaine.
Localisé stratégiquement à la confluence du fleuve Saint-Laurent et de la rivière Saint-François, Jean Crevier fait construire un fort afin de défendre les environs contre les attaques anglaises et iroquoises.
Des moulins à scie sont érigés en 1866 sur le chenal Tardif par la Compagnie des moulins à vapeur de Pierreville, qui transforme le bois acheminé par flottage depuis les Cantons-de-l'Est. Un moulin et une scierie avait déjà été répertoriés à Notre-Dame-de-Pierreville par Joseph Bouchette en 1815.